# Eugen Seidelmann
Eugen Seidelmann (* 12. April 1806 in Rengersdorf, Grafschaft Glatz; † 31. Juli 1864 in Breslau) war ein deutscher Kapellmeister und Komponist.

## Leben
Als Sohn eines Kantors geboren, studierte Seidelmann nach dem Besuch des Königlichen Katholischen Gymnasium in Glatz Katholische Theologie an der Universität Breslau. Während des Studiums wurde er 1826 Mitglied der Burschenschaft Arminia Breslau. 1828 leitete er den Akademischen Musikverein. Nach dem Studium war er von 1830 bis 1864 Kapellmeister am Stadttheater Breslau. 1841 heiratete er die Sopranistin Marie Dickmann. Neben zwei Opern komponierte er zahlreiche Werke der Kirchenmusik, dramatischen Musik, Kantaten, Instrumentalmusik und Kammermusik. 1864 brach er während der Proben zum Don Giovanni zusammen und verstarb fünf Tage darauf. Er wurde auf dem Mauritiusfriedhof in Breslau beigesetzt.

## Werke (Auswahl)
- Pyrrhus in Delphi. Historisches romantisches Gedicht von August Conway von Waterford Perglass. Breslau 1834.
- Virginia. Große heroische Oper in drei Akten. Breslau 1838.
- Das Fest zu Kenilworth. Große romantische Oper in drei Aufzügen. Breslau um 1841.